# Hugo Alberto Torres Marín
Hugo Alberto Torres Marín (ur. 9 sierpnia 1960 w Briceño) – kolumbijski duchowny rzymskokatolicki, w latach 2015-2023 biskup Apartadó, arcybiskup metropolita Santa Fe de Antioquia od 2023.

## Życiorys
Święcenia kapłańskie przyjął 24 listopada 1987 i został inkardynowany do diecezji Santa Rosa de Osos. Był m.in. wykładowcą i rektorem Uniwersytetu Katolickiego Północy oraz wychowawcą i rektorem seminarium diecezjalnego.
4 maja 2011 otrzymał nominację na biskupa pomocniczego archidiecezji Medellín ze stolicą tytularną Bossa. Sakry biskupiej udzielił mu miesiąc później ówczesny metropolita Medellín, abp Ricardo Antonio Tobón Restrepo.
W 2014 został administratorem apostolskim diecezji Apartadó, zaś 29 września 2015 został mianowany ordynariuszem tej diecezji.
25 stycznia 2023 papież Franciszek przeniósł go na urząd arcybiskupa metropolity Santa Fe de Antioquia. 